# Pantoporia absoleta
Pantoporia absoleta är en fjärilsart som beskrevs av Schröder och Colin G.Treadaway 1979. Pantoporia absoleta ingår i släktet Pantoporia och familjen praktfjärilar. Inga underarter finns listade i Catalogue of Life.